# Chies d'Alpago
Chies d'Alpago é uma comuna italiana da região do Vêneto, província de Belluno, com cerca de 1.569 habitantes. Estende-se por uma área de 44 km², tendo uma densidade populacional de 36 hab/km². Faz fronteira com Barcis (PN), Claut (PN), Pieve d'Alpago, Puos d'Alpago, Tambre.

## Demografia
| Variação demográfica do município entre 1861 e 2011                               |
|                                                                                   |
| Fonte: Istituto Nazionale di Statistica (ISTAT) - Elaboração gráfica da Wikipedia |